# Voleibol sentado nos Jogos Paralímpicos de Verão de 2012 - Feminino
O torneio feminino de voleibol sentado nos Jogos Paralímpicos de Verão de 2012 estão sendo disputadas entre os dias 31 de agosto e 7 de setembro no Complexo ExCel, em Londres.
As 8 equipes foram divididas em dois grupos de 4 equipes cada. As equipes se enfrentam dentro de seus grupos uma única vez. Os 2 primeiros de cada grupo avançam à fase eliminatória.

## Medalhistas
|  | CHN China |  | USA Estados Unidos |  | UKR Ucrânia |
|  | Tang Xue Mei Lu Hong Qin Tan Yanhua Su Li Mei Zheng Xiong Ying Wang Yanan Li Liping Zhang Xu Fei Yang Yan Ling Zhang Lijun Sheng Yu Hong |  | Lora Webster Brenda Maymon Michelle Gerlosky Kathryn Holloway Heather Erickson Monique Burkland Kari Miller Allison Aldrich Nichole Millage Kaleo Kanahele Kendra Lancaster |  | Margaryta Pryvalykhina Anzhelika Churkina Larysa Sinchuk Galyna Kuznetsova Olena Manankova Ilona Yudina Larysa Klochkova Olga Shatylo Larysa Ponomarenko Valentyna Brik |

## Qualificação
| Competição                                           | Data                                  | Sede                    | Vagas | Classificados                            |
| ---------------------------------------------------- | ------------------------------------- | ----------------------- | ----- | ---------------------------------------- |
| País-sede                                            |                                       |                         | 1     | GBR Grã-Bretanha                         |
| Campeonato Mundial de voleibol sentado de 2010       | 11 – 19 de julho de 2010              | Edmond, Estados Unidos  | 3     | CHN China USA Estados Unidos UKR Ucrânia |
| Jogos Para-Asiáticos de 2010                         | 13 – 18 de dezembro de 2011           | Guangzhou, China        | 1     | JPN Japão                                |
| Campeonato Pan-Americano de voleibol sentado de 2011 | 28 de setembro – 1 de outubro de 2011 | Mogi das Cruzes, Brasil | 1     | BRA Brasil                               |
| Campeonato Europeu de voleibol sentado de 2011       | 9 – 15 outubro de 2011                | Roterdã, Países Baixos  | 1     | NED Países Baixos                        |
| Convite                                              |                                       |                         | 1     | SLO Eslovênia                            |
| Total                                                |                                       |                         | 8     |                                          |

## Primeira fase
Todos as partidas seguem o horário de Londres (UTC+1).

### Grupo A
|     |                   |     | Jogos | Jogos | Jogos | Pontos | Pontos | Pontos | Sets | Sets | Sets  |
| Pos | Equipe            | Pts | T     | V     | D     | V      | P      | R      | V    | P    | R     |
| --- | ----------------- | --- | ----- | ----- | ----- | ------ | ------ | ------ | ---- | ---- | ----- |
| 1   | UKR Ucrânia       | 6   | 3     | 3     | 0     | 241    | 167    | 1.443  | 9    | 1    | 9,000 |
| 2   | NED Países Baixos | 5   | 3     | 2     | 1     | 251    | 201    | 1.249  | 7    | 4    | 1.750 |
| 3   | JPN Japão         | 4   | 3     | 1     | 2     | 190    | 208    | 0.913  | 4    | 6    | 0.667 |
| 4   | GBR Grã-Bretanha  | 3   | 3     | 0     | 3     | 129    | 225    | 0.573  | 0    | 9    | 0,000 |

|  | Classificadas às quartas de final |
|  | Eliminadas                        |

| 31 de agosto de 2012 09:00 Relatório | Grã-Bretanha GBR | 0 — 3                         | UKR Ucrânia | Complexo ExCel, Londres Árbitro(s): BIH Adnan Kolos FIN Sari Mannersuo |
| 31 de agosto de 2012 09:00 Relatório | 9 20 14 -        | Set 1 Set 2 Set 3 Set 4 Set 5 | 25 -        | Complexo ExCel, Londres Árbitro(s): BIH Adnan Kolos FIN Sari Mannersuo |

| 31 de agosto de 2012 19:00 Relatório | Países Baixos NED | 3 — 0                         | JPN Japão     | Complexo ExCel, Londres Árbitro(s): KSA Amin Al-Traifi CRO Dominik Raca |
| 31 de agosto de 2012 19:00 Relatório | 22 25 -           | Set 1 Set 2 Set 3 Set 4 Set 5 | 25 18 13 14 - | Complexo ExCel, Londres Árbitro(s): KSA Amin Al-Traifi CRO Dominik Raca |

| 1 de setembro de 2012 16:00 Relatório | Grã-Bretanha GBR | 0 — 3                         | GER Países Baixos | Complexo ExCel, Londres Árbitro(s): EGY Mourad El-Baroudy CHN Xia Xin |
| 1 de setembro de 2012 16:00 Relatório | 13 12 15 -       | Set 1 Set 2 Set 3 Set 4 Set 5 | 25 -              | Complexo ExCel, Londres Árbitro(s): EGY Mourad El-Baroudy CHN Xia Xin |

| 2 de setembro de 2012 11:00 Relatório | Países Baixos NED | 1 — 3                         | UKR Ucrânia | Complexo ExCel, Londres Árbitro(s): KOR Jung Mal-Soon GRE Dimosthenis Kostopoulos |
| 2 de setembro de 2012 11:00 Relatório | 24 25 11 19 -     | Set 1 Set 2 Set 3 Set 4 Set 5 | 26 15 25 -  | Complexo ExCel, Londres Árbitro(s): KOR Jung Mal-Soon GRE Dimosthenis Kostopoulos |

| 2 de setembro de 2012 19:00 Relatório | Grã-Bretanha GBR | 0 — 3                         | JPN Japão | Complexo ExCel, Londres Árbitro(s): POL Dariusz Jasinski GER Anton Probst |
| 2 de setembro de 2012 19:00 Relatório | 11 21 14 -       | Set 1 Set 2 Set 3 Set 4 Set 5 | 25 -      | Complexo ExCel, Londres Árbitro(s): POL Dariusz Jasinski GER Anton Probst |

| 3 de setembro de 2012 16:00 Relatório | Ucrânia UKR | 3 — 0                         | JPN Japão | Complexo ExCel, Londres Árbitro(s): BRA Ronaldo Chaves USA Joe Campbell |
| 3 de setembro de 2012 16:00 Relatório | 25 -        | Set 1 Set 2 Set 3 Set 4 Set 5 | 20 9 16 - | Complexo ExCel, Londres Árbitro(s): BRA Ronaldo Chaves USA Joe Campbell |

### Grupo B
|     |                    |     | Jogos | Jogos | Jogos | Pontos | Pontos | Pontos | Sets | Sets | Sets  |
| Pos | Equipe             | Pts | T     | V     | D     | V      | P      | R      | V    | P    | R     |
| --- | ------------------ | --- | ----- | ----- | ----- | ------ | ------ | ------ | ---- | ---- | ----- |
| 1   | CHN China          | 6   | 3     | 3     | 0     | 275    | 138    | 1.993  | 9    | 2    | 4.500 |
| 2   | USA Estados Unidos | 5   | 3     | 2     | 1     | 245    | 187    | 1.310  | 7    | 2    | 3.500 |
| 3   | BRA Brasil         | 4   | 3     | 1     | 2     | 242    | 273    | 0.886  | 4    | 8    | 0.500 |
| 4   | SLO Eslovênia      | 3   | 3     | 0     | 3     | 176    | 260    | 0.677  | 2    | 9    | 0.222 |

|  | Classificadas às quartas de final |
|  | Eliminadas                        |

| 31 de agosto de 2012 09:00 Relatório | China CHN  | 3—1                           | USA Estados Unidos | Complexo ExCel, Londres Árbitro(s): GER Ute Fischer LBA Khalid Shanishah |
| 31 de agosto de 2012 09:00 Relatório | 22 32 25 - | Set 1 Set 2 Set 3 Set 4 Set 5 | 25 30 23 17 -      | Complexo ExCel, Londres Árbitro(s): GER Ute Fischer LBA Khalid Shanishah |

| 1 de setembro de 2012 09:00 Relatório | China CHN     | 3—1                           | BRA Brasil    | Complexo ExCel, Londres Árbitro(s): NED Benno Meijer BIH Adnan Kolas |
| 1 de setembro de 2012 09:00 Relatório | 26 25 20 25 - | Set 1 Set 2 Set 3 Set 4 Set 5 | 24 15 25 16 - | Complexo ExCel, Londres Árbitro(s): NED Benno Meijer BIH Adnan Kolas |

| 1 de setembro de 2012 19:00 Relatório | Estados Unidos USA | 3—0                           | SLO Eslovênia | Complexo ExCel, Londres Árbitro(s): IRI Masoud Yazdan Panah CAN France Marcoux |
| 1 de setembro de 2012 19:00 Relatório | 25 -               | Set 1 Set 2 Set 3 Set 4 Set 5 | 8 15 18 -     | Complexo ExCel, Londres Árbitro(s): IRI Masoud Yazdan Panah CAN France Marcoux |

| 2 de setembro de 2012 16:00 Relatório | Eslovênia SLO | 2—3                           | BRA Brasil     | Complexo ExCel, Londres Árbitro(s): GBR Glynn Archibald EST Toomas Murulo |
| 2 de setembro de 2012 16:00 Relatório | 17 28 25 7    | Set 1 Set 2 Set 3 Set 4 Set 5 | 25 30 19 21 15 | Complexo ExCel, Londres Árbitro(s): GBR Glynn Archibald EST Toomas Murulo |

| 3 de setembro de 2012 9:00 Relatório | China CHN | 3 — 0                         | SLO Eslovênia | Complexo ExCel, Londres Árbitro(s): GER Ute Fischer BIH Adnan Kolos |
| 3 de setembro de 2012 9:00 Relatório | 25 -      | Set 1 Set 2 Set 3 Set 4 Set 5 | 12 15 16 -    | Complexo ExCel, Londres Árbitro(s): GER Ute Fischer BIH Adnan Kolos |

| 3 de setembro de 2012 19:00 Relatório | Estados Unidos USA | 3 — 0                         | BRA Brasil | Complexo ExCel, Londres Árbitro(s): KOR Jung Mal-Soon LBA Khalid Shanishah |
| 3 de setembro de 2012 19:00 Relatório | 25 -               | Set 1 Set 2 Set 3 Set 4 Set 5 | 13 20 19 - | Complexo ExCel, Londres Árbitro(s): KOR Jung Mal-Soon LBA Khalid Shanishah |

## Fase eliminatória

### Fase final
|  | Semifinais | Semifinais         | Semifinais |  |  | Final               | Final               | Final               |
|  |            |                    |            |  |  |                     |                     |                     |
|  | A1         | UKR Ucrânia        | 0          |  |  |                     |                     |                     |
|  | B2         | USA Estados Unidos | 3          |  |  |                     |                     |                     |
|  |            |                    |            |  |  | B2                  | USA Estados Unidos  | 1                   |
|  |            |                    |            |  |  | B1                  | CHN China           | 3                   |
|  | A2         | NED Países Baixos  | 2          |  |  |                     |                     |                     |
|  | B1         | CHN China          | 3          |  |  | Disputa pelo bronze | Disputa pelo bronze | Disputa pelo bronze |
|  |            |                    |            |  |  | A1                  | UKR Ucrânia         | 3                   |
|  |            |                    |            |  |  | A2                  | NED Países Baixos   | 0                   |

### Fase de consolação
|  | Disputa pelo 5º-8º lugar | Disputa pelo 5º-8º lugar | Disputa pelo 5º-8º lugar |  |  | Disputa pelo 5º lugar | Disputa pelo 5º lugar | Disputa pelo 5º lugar |
|  |                          |                          |                          |  |  |                       |                       |                       |
|  | B3                       | BRA Brasil               | 3                        |  |  |                       |                       |                       |
|  | A4                       | GBR Grã-Bretanha         | 0                        |  |  |                       |                       |                       |
|  |                          |                          |                          |  |  | B3                    | BRA Brasil            | 3                     |
|  |                          |                          |                          |  |  | B4                    | SLO Eslovênia         | 1                     |
|  | A3                       | JPN Japão                | 0                        |  |  |                       |                       |                       |
|  | B4                       | SLO Eslovênia            | 3                        |  |  | Disputa pelo 7º lugar | Disputa pelo 7º lugar | Disputa pelo 7º lugar |
|  |                          |                          |                          |  |  | A4                    | GBR Grã-Bretanha      | 0                     |
|  |                          |                          |                          |  |  | A3                    | JPN Japão             | 3                     |

#### Disputa pelo 5º-8º lugar
| 4 de setembro de 2012 19:00 Relatório | Brasil BRA | 3 — 0                         | GBR Grã-Bretanha | Complexo ExCel, Londres Árbitro(s): AUS Stephen Giugni IRI Masoud Yazdanpanah |
| 4 de setembro de 2012 19:00 Relatório | 25 -       | Set 1 Set 2 Set 3 Set 4 Set 5 | 19 10 7 -        | Complexo ExCel, Londres Árbitro(s): AUS Stephen Giugni IRI Masoud Yazdanpanah |

| 4 de setembro de 2012 21:00 Relatório | Japão JPN  | 0 — 3                         | SLO Eslovênia | Complexo ExCel, Londres Árbitro(s): CAN France Marcoux GBR Dee Wauchope |
| 4 de setembro de 2012 21:00 Relatório | 19 22 20 - | Set 1 Set 2 Set 3 Set 4 Set 5 | 25 -          | Complexo ExCel, Londres Árbitro(s): CAN France Marcoux GBR Dee Wauchope |

### Disputa pelo 7º lugar
| 6 de setembro de 2012 09:00 Relatório | Grã-Bretanha GBR | 0 — 3                         | JPN Japão | Complexo ExCel, Londres Árbitro(s): GRE Dimosthenis Kostopoulos SLO Janko Plešnik |
| 6 de setembro de 2012 09:00 Relatório | -                | Set 1 Set 2 Set 3 Set 4 Set 5 | 25 -      | Complexo ExCel, Londres Árbitro(s): GRE Dimosthenis Kostopoulos SLO Janko Plešnik |

### Disputa pelo 5º lugar
| 6 de setembro de 2012 11:00 Relatório | Brasil BRA | 3 — 1                         | SLO Eslovênia | Complexo ExCel, Londres Árbitro(s): EGY Mourad El-Baroudy AUS Stephen Giugni |
| 6 de setembro de 2012 11:00 Relatório | 25 21 25 - | Set 1 Set 2 Set 3 Set 4 Set 5 | 16 14 25 21 - | Complexo ExCel, Londres Árbitro(s): EGY Mourad El-Baroudy AUS Stephen Giugni |

#### Semifinais
| 5 de setembro de 2012 16:00 Relatório | Ucrânia UKR | 0 — 3                         | USA Estados Unidos | Complexo ExCel, Londres Árbitro(s): CRO Dominik Raca AUS Stephen Giugni |
| 5 de setembro de 2012 16:00 Relatório | -           | Set 1 Set 2 Set 3 Set 4 Set 5 | -                  | Complexo ExCel, Londres Árbitro(s): CRO Dominik Raca AUS Stephen Giugni |

| 5 de setembro de 2012 19:00 Relatório | Ucrânia UKR    | 2 — 3                         | UKR Ucrânia    | Complexo ExCel, Londres Árbitro(s): GBR Glynn Archibald FIN Sari Mannersuo |
| 5 de setembro de 2012 19:00 Relatório | 25 14 25 16 11 | Set 1 Set 2 Set 3 Set 4 Set 5 | 17 25 13 25 15 | Complexo ExCel, Londres Árbitro(s): GBR Glynn Archibald FIN Sari Mannersuo |

#### Disputa pelo bronze
| 7 de setembro de 2012 19:00 Relatório | Ucrânia UKR | 3 — 0                         | Países Baixos NED | Complexo ExCel, Londres Árbitro(s): GBR Joe Campbell CAN France Marcoux |
| 7 de setembro de 2012 19:00 Relatório | 25 -        | Set 1 Set 2 Set 3 Set 4 Set 5 | 14 21 16 -        | Complexo ExCel, Londres Árbitro(s): GBR Joe Campbell CAN France Marcoux |

#### Final
| 7 de setembro de 2012 21:00 Relatório | Estados Unidos USA | 1 — 3                         | UKR Ucrânia   | Complexo ExCel, Londres Árbitro(s): SLO Janko Plešnik GER Ute Fischer |
| 7 de setembro de 2012 21:00 Relatório | 25 15 30 15 -      | Set 1 Set 2 Set 3 Set 4 Set 5 | 22 25 32 25 - | Complexo ExCel, Londres Árbitro(s): SLO Janko Plešnik GER Ute Fischer |

## Classificação final
| Pos.   | País               |
| ------ | ------------------ |
| Ouro   | CHN China          |
| Prata  | USA Estados Unidos |
| Bronze | UKR Ucrânia        |
| 4      | NED Países Baixos  |
| 5      | BRA Brasil         |
| 6      | SLO Eslovênia      |
| 7      | JPN Japão          |
| 8      | GBR Grã-Bretanha   |